# Huis van Khalifa
Het Huis van Khalifa is de regerende koninklijke familie van Bahrein. De Khalifa-dynastie zijn soennitische moslims. Ze behoren tot de Anizah-stam die begin 18e eeuw van Nadjd naar Koeweit kwam. Ze zijn ook van de Utub-stam. Het huidige hoofd van de familie is Hamad bin Isa Al Khalifa. Hij werd in 1999 emir van Bahrein en maakte zichzelf in 2002 koning van Bahrein.
In 2010 was ongeveer de helft van de ministers van het kabinet van Bahrein afkomstig van de koninklijke familie Al Khalifa. De premier van het land, Khalifah bin Salman al-Khalifah, komt ook uit de familie Al Khalifa en is de oom van de huidige koning.